# Интернациональный фронт трудящихся Латвийской ССР
Интернациона́льный фронт трудя́щихся Латви́йской ССР, сокращённо И́нтерфронт или ИФТ (латыш. Latvijas PSR Internacionālā darbaļaužu fronte, Interfronte, IF) — общественная организация в Латвии в 1989—1991 гг. Выступала за сохранение Латвии в составе СССР и сохранения руководящей роли КПСС в обществе. По оценке самих участников Интерфронта, число их сторонников достигало 300 тысяч человек.

## История
Активизация сторонников выхода Латвии из состава СССР привела к активизации сторонников сохранения Латвийской ССР в составе Советского Союза.
Интерфронт был основан 7 января 1989 года как противовес созданному 8 октября 1988 года Народному фронту Латвии. На учредительном съезде в рижском Доме политпросвещения присутствовало 657 делегатов и более 200 представителей прессы. Делегаты представляли в основном индустриальную республику: заводы, техническую интеллигенцию.
Представители Интерфронта и Компартии Латвии выиграли выборы народных депутатов СССР в марте 1989 года только в восьми из 42 избирательных округов. Избранный депутат Виктор Алкснис заявил Мандатной комиссии съезда о подтасовках при создании избирательных округов: он указал, что в нарушение статьи 17 закона «О выборах народных депутатов СССР», требующей образования национально-территориальных округов с равной численностью избирателей, в сельских районах Латвийской ССР были созданы округа, отличавшиеся по численности в четыре раза — от 28,8 тысячи человек (308-й округ) до 127,3 тысячи человек (290-й округ). Арифметически средняя численность избирательного округа в республике должна была составлять около 62 тыс. человек. Таким образом искусственно были ограничены права горожан и рабочего класса избрать своих депутатов, а большинство в латвийской делегации получили депутаты, избранные от маленьких сельских округов: из 11 членов думы Народного фронта, избранных народными депутатами СССР, 10 баллотировались по этим округам. Однако это заявление Алксниса осталось без реакции.
Летом 1989 года Интерфронт участвовал в создании Объединённого фронта трудящихся СССР.
1 декабря 1989 года на общегородском митинге Интерфронта высказано требование вывести из состава ЦК Компартии Латвии секретарей Я. Вагриса, И. Кезберса, Яниса Охерина, которых считал виновными в политическом банкротстве партии перед лицом националистических сил.
10-11 декабря 1989 года при участии активистов Интерфронта был проведён Форум народов Латвийской ССР.
23 февраля 1989 года Интерфронт провёл в Риге шествие против закона о государственном языке, дающем преимущества латышскому языку по сравнению с русским.
18 марта 1990 года Интерфронт принимал участие в выборах в Верховный Совет Латвийской ССР, наилучшие результаты были получены в Риге (сторонники Интерфронта и Компартии Латвии победили в 23 из 60 округов города).
15 мая 1990 года Рижский ОМОН разогнал демонстрацию сторонников Интерфронта, протестовавших против Декларации о независимости Латвии.
15 декабря 1990 года III съезд Интерфронта обратился к Съезду народных депутатов СССР с просьбой ввести в республике прямое президентское правление, но реакции не последовало.
На самом крупном митинге Интерфронта 15 января 1991 года на стадионе СКА в Риге собралось около 10 тыс. человек. В тот же день Верховный Совет Латвийской ССР принял постановление о восстановлении прав граждан Латвийской Республики, имевших такой статус на 17 июня 1941 года, и их потомков, и основных правилах натурализации, которое создало основу для появления в Латвии категории неграждан.
На указанном митинге была принята резолюция о переходе государственной власти в республике в руки созданного накануне Вселатвийского комитета общественного спасения (ВКОС), который должен был образовать правительство. Арнольд Клауцен в своей книге предположил, что такой сценарий перенятия власти у Народного фронта был разработан в Москве с ведома Михаила Горбачёва. Однако решение о переходе власти к ВКОС осталось декларацией.
Деятельность ИФТ была приостановлена 24 августа 1991 года, а 10 сентября организация была запрещена решением ВС Латвии по обвинению в попытке переворота.
Деятельность в Интерфронте после 13 января 1991 года, согласно нынешним законам Латвии является основанием для отказа в репатриации, натурализации, а для граждан — ограничивает возможность быть избранным в Сейм и муниципальные думы. Данные ограничения дважды безуспешно оспаривались в Конституционном суде в 2000 и 2006, и с частичным успехом — в 2018 году.

## Программные установки
Как и Народный фронт, Интерфронт выступал за демократизацию, поддержку перестройки.
В Уставе организации значились также защита социальных интересов жителей республики, дружба народов и развитие всех наций и народностей Латвии, развитие экономики, «борьба с проявлениями сталинизма, шовинизма и национализма, повышение политической, правовой и экологической культуры всех жителей Латвии и их национального самосознания, расширение социалистической демократии и гласности».
В программной речи на учредительном съезде глава оргкомитета, проректор РКИИГА Анатолий Белайчук также заявил о необходимости усиленного изучения латышского языка в системе образования от детского сада до вуза. Упрёк в адрес Латвийской консерватории, что там образование можно получить только на латышском языке, Союз композиторов парировал тем, что с момента основания вуза там могли учиться студенты любых национальностей, хотя и на латышском языке.
Руководителями ИФТ являлись бывший директор завода, инженер-строитель Анатолий Георгиевич Алексеев и полковник запаса, лётчик Игорь Валентинович Лопатин. Среди основателей Интерфронта была Т. А. Жданок.
Печатными изданиями Интерфронта являлись газета «Единство» и выходивший в Лиепае бюллетень «Трибуна». На Латвийском радио Интерфронт выпускал раз в неделю по четвергам 15-минутную программу «Ракурс», подвергавшуюся цензуре. После выпуска программы нередко выходили в эфир негативные комментарии. Так, 7 декабря 1989 года после выпуска «Ракурса» не назвавший себя комментатор заявил, что Интерфронт выступает против латышей и якобы составил список латышей — руководителей государственных и партийных органов, которых следует исключить из Компартии. Несмотря на протесты авторов «Ракурса», комментарий не был отозван и опровержения информации не последовало.

## Реакция власти и оппонентов
Несмотря на высказанную Интерфронтом поддержку Компартии Латвии, её руководство отнеслось к созданию новой организации менее благожелательно, чем к НФЛ. На учредительном съезде выступил не первый секретарь ЦК Компартии Латвии Янис Вагрис, а член ЦК, председатель Верховного Совета Анатолий Горбунов.
9 января 1989 года руководители Интерфронта заявили о желании сотрудничать с НФЛ, на что его председатель Дайнис Иванс в газете «Padomju Jaunatne» 18 января ответил заявлением, что деятельность оппонентов противоречит интересам латышской нации. Деятели НФЛ начали представлять Интерфронт как врага, консервативную силу, препятствующую прогрессивным переменам.
Первый секретарь Рижского горкома КПЛ Арнольд Петрович Клауцен на пленуме 13 апреля 1989 года связал деятельность Интерфронта с таким явлением, как забастовки, которые «можно оценить только как проявление крайнего экстремизма, чуждого нашему социалистическому государству… Те, кто призывает бастовать, не найдут у нас поддержки».
В декабре 1989 года делегация Интерфронта пыталась найти поддержку в Москве, встретившись с народными депутатами СССР, обратившись в ЦК КПСС, где её допустили только до работников аппарата одного из отделов.
В 1990 году министр культуры Раймонд Паулс заявил с трибуны Верховного Совета Латвийской Республики, что культурные жители Латвии уполномочили его потребовать, чтобы Верховный Совет признал деятельность руководителей Интерфронта Игоря Лопатина и Анатолия Алексеева нежелательной для Латвии, и он попросил бы Российскую Федерацию разрешить им прописаться в Пыталовском районе Псковской области.
После размежевания в Компартии Латвии, когда её первым секретарем в апреле 1990 года был избран Альфред Рубикс, началось её сотрудничество с Интерфронтом как союзником.